# Villez-sur-le-Neubourg
Villez-sur-le-Neubourg település Franciaországban, Eure megyében. Lakosainak száma 233 fő (2022. január 1.). Villez-sur-le-Neubourg Sainte-Opportune-du-Bosc, Le Neubourg, Épreville-près-le-Neubourg, Écardenville-la-Campagne és Rouge-Perriers községekkel határos.

## Népesség
A település népessége az elmúlt években az alábbi módon változott:
| Lakosok száma | 178  | 199  | 216  | 284  | 275  | 281  | 284  | 281  | 265  | 233  |
|               | 1968 | 1982 | 1990 | 2006 | 2013 | 2015 | 2017 | 2019 | 2020 | 2022 |